# By Jeeves
By Jeeves, originalment Jeeves, és un musical amb música d'Andrew Lloyd Webber i lletres i llibret d'Alan Ayckbourn. Es basa en la sèrie de novel·les i narracions breus de P. G. Wodehouse que se centren al voltant del personatge de Bertie Wooster i el seu fidel majordom, Jeeves.
Va estrenar-se el 22 d'abril de 1975, al Her Majesty's Theatre de Londres, sent el primer fracàs de Lloyd Webber i mantenint-se en cartell durant només un mes. Després de ser reescrit, l'espectacle es va produir el 1996 a Londres i Amèrica i es va estrenar a Broadway el 2001.

## 1975:Jeeves

### Antecedents i producció
Tim Rice va concebre la idea de convertir les històries de Jeeves de PG Wodehouse en un musical. Originalment, havia de treballar amb el seu company d'aleshores, Andrew Lloyd Webber, però Rice va sortir del projecte. Finalment, Lloyd Webber es va unir amb el famós dramaturg britànic Alan Ayckbourn, i els dos van començar a treballar amb la benedicció personal de Wodehouse. Ayckbourn va utilitzar personatges i línies argumentals de diverses històries de Jeeves i Wooster, sobretot The Code of the Woosters. L'acció té lloc al "East London Club for Unmanageable Boys", on Bertie Wooster toca un concert de banjo; el seu banjo apareix trencat, així que es veu obligat a explicar històries per fer passar el temps mentre que Jeeves és enviat a buscar noves cordes. Bertie explica com va aconseguir estar compromès amb tres dones simultàniament i com el seu majordom Jeeves (mitjançant una enginyosa intervenció) va revelar les complicacions.
Les actuacions de prova es van fer al Bristol Hippodrome entre el 20 de març i el 5 d'abril de 1975. Segons el programa, el programa de Bristol va ser presentat per David Land i Guy Bolton. Malauradament, la fidelitat al material de Wodehouse va fer que tingués una durada èpica (de quatre hores i quaranta cinc minuts a les proves de Bristol) i va reduir la durada va ocasionar tensions creatives. Les crítiquues van esclatar sobre la presència d'un sextet masculí cantant que acompanyava a Bertie Wooster i es van adonar que la primera dona no va apareixia a l'escenari fins que havien passat trenta-cinc minuts. Alguns problemes addicionals van ser causats per la falta d'interès d'Ayckbourn pel teatre musical com a gènere: va ser citat en un moment que va dir: "Crec que els musicals són bastant avorrits, però espero que aquest sigui una mica diferent", i va acabar escrivint un llibret que, hipotèticament, podria fer-se pel seu compte sense cançons.
Lloyd Webber va escriure una partitura del període que va escatir tots els rastres de les inflexions pop del seu treball sobre Joseph and the Amazing Technicolor Dreamcoat i Jesus Christ Superstar. El so de les trompetes, els banjos i els saxofons per a aquesta partitura van ser escrits per un grup d'arranjadors: Keith Amos, Don Walker, el mateix Lloyd Webber i el seu futur orquestrador, David Cullen.
L'espectacle es va estrenar a Londres el 22 d'abril de 1975 al Her Majesty's Theatre, amb David Hemmings com Bertie Wooster i Michael Aldridge com a Jeeves. El paper de Madeleine Bassett va ser interpretat per l'actriu de TV Gabrielle Drake. Entre els altres membres del repartiment van incloure Debbie Bowen, Gordon Clyde, Angela Easterling, John Turner, Bill Wallis i David Wood. L'actriu Betty Marsden havia de ser protagonista amb la tia Dahlia, però el paper va ser eliminat i l'actriu acomiadada abans de la nit d'estrena.
El director Eric Thompson (pare de l'actriu Emma Thompson) va ser acomiadat just abans de l'estrena, per la qual cosa el mateix Ayckbourn va posar-s'hi, ajudat pel coreògraf Christopher Bruce. La producció va rebre males crítiques i va tancar al cap de poc més d'un mes i 38 actuacions, el 24 de maig. Diversos crítics van assenyalar que els autors no van poder desenvolupar el personatge del títol, Jeeves, el qual ni tan sols tenia una cançó en solitari.
L'àlbum de repartiment original (MCA Cat. No. MCF 2726) va ser gravat i publicat, però és molt difícil de trobar. Lloyd Webber, segons el consell del director teatral nord-americà Harold Prince, va retirar la gravació per poder reutilitzar part del material musical en els espectacles posteriors.

### Papers i repartiment original
A continuació es mostra una llista dels papers del musical del 1975, amb el repartiment original.
| - Bertie Wooster – David Hemmings - Jeeves – Michael Aldridge - Harold "Stinker" Pinker – Gordon Clyde - Gussie Fink-Nottle – Christopher Good - Sir Watkyn Bassett – Bill Wallis - Roderick Spode – John Turner | - Honoria Glossop – Angela Easterling - Seppings – Graham Hamilton - Ramsay, the parlourmaid – Elaine Louden - Dawkins, the kitchenmaid – Jini Steel - Madeline Bassett – Gabrielle Drake - Stiffy Byng – Debbie Bowen | - Bingo Little – David Wood - Aunt Dahlia – Betty Marsden* - Sharkey, a gardener's boy – Peter Kosta - Cropper, a gardener's boy – Brett Forrest - The Drones Club – Derek Beard, Bill Boazman, John Dicks, David Cordwell, Sam Cox, and Terry Wood |

La llista inclou Betty Marsden, que va ser elegida com a tia Dahlia. El paper es va incloure en algunes de les actuacions de Bristol, i el nom de Marsden va ser destacat en materials promocionals, però el paper va ser tallat abans de la producció londinenca.

### Números musicals
Les cançons següents van ser interpretades al musical de Londres de 1975. Els intèrprets indicats per a les cançons són presos del programa del Bristol Hippodrome.
| Act 1 - "Banjo Boy" – Bertie, The Drones - "The Code Of The Woosters" – Bertie, The Drones - "Literary Men" – Bertie, Gussie, Jeeves - "Travel Hopefully" – Bertie, Jeeves, The Drones - "The Code Of The Woosters" (reprise) – Bertie - "Female Of The Species" – Stiffy - "Today" – Bertie, Bingo, Company - "When Love Arrives" – Bertie, Madeline - "Today" (reprise) – Stiffy, Madeline, Honoria | Act 2 - "Entr'acte" - "Jeeves Is Past His Peak" – Bertie, The Drones - "Half A Moment" – Stiffy, Harold - "S.P.O.D.E." – Spode, Company - "Summer Day" – Bertie, Company - "My Sort Of Man" – Honoria - "Eulalie" – Bertie, Jeeves - "'Tis 'Nature's Plan" – Company - "Literary Men" (reprise) – Bertie, Bassett, Honoria, Spode - "Banjo Boy" (reprise) – Bertie, The Drones |

El nom de Madeline Bassett està escrit com a "Madeleine" al programa. "My Sort Of Man" es va afegir en algun moment després de l'estrena a Bristol per substituir el diàleg entre Honòria i Bertie. Catorze cançons van ser gravades com a part de la gravació del repartiment original, incloent-hi una "Obertura" (sense lletra) i un "Entr'acte" (amb). Les cançons "Food of Love", cantades per la tia Dahlia, i "Song of Spode", cantades primer per Spode i de nou amb un reprise de la Tieta Dahlia, van ser tallades abans de la producció londinenca i no es van gravar. Una altra cançó que no es va gravar va ser "Literary Men" cantada per Bertie, Jeeves & Gussie, la melodia de la qual posteriorment es va reutilitzar a Song and Dance – primer com a final de "When You Want to Fall in Love" i després com a nova cançó al primer acte "Unexpected Song".
A la cançó "Eulalie", Jeeves aconsella a Bertie que utilitzi la paraula Eulalie per sotmetre el malvat Spode. A diferència de les novel·les, la raó per la qual aquesta paraula afecta a Spode no s'explica en el musical, que acaba amb la caiguda del teló, quan aparentment Jeeves està a punt d'explicar-ho tot. Una cançó similar a "Female Of The Species", cantada per Stiffy, originalment estava planificada per incorporar-se al renaixement de 1996, però finalment es va substituir amb "Love's Maze".
Algunes de les cançons de la partitura van aconseguir trobar una vida després de la producció original: "Half a Moment" va ser posteriorment enregistrada per la segona esposa de Lloyd Webber, Sarah Brightman, a l'àlbum The Songs That Got Away i la cançó "Summer Day" va ser va tornar a escriure i va aparèixer amb una nova disfressa acordal com "Another Suitcase in Another Hall" a Evita. Una petita secció de "Half a Moment" es va tallar de la cançó i es va reutilitzar a  Sunset Boulevard com a part de la cançó "Like if We Never Said Goodbye".
La melodia de ""Female of the Species" va aparèixer abans de la seva encarnació a Jeeves, amb lletres escrites i cantades per Tim Rice com "The Ballad of Robert and Peter" el 1973 (amb finalitat d'enregistrament privat). "Travel Hopefully" és una melodia escrita originalment com "Love Is Here" per al primer projecte Lloyd Webber / Rice, The Likes of Us.

## 1996:By Jeeves

### Rerefons
El 1996, Lloyd Webber i Ayckbourn van decidir revisar l'espectacle, posant a punt la major part de la partitura i tot el llibre original. Retitulat By Jeeves (per dissipar totes les associacions anteriors amb la producció original), es va eliminar de la trama el personatge de Roderick Spode i les seves intencions feixistes. La llista de personatges es va reduir del 22 al 10, i les orquestracions originals també es van reduir a una banda petita. Només tres cançons del programa original van romandre íntegrament líriques: "Banjo Boy", "Half a Moment" i "Travel Hopefully". Les altres cançons i interludis musicals eren composicions majoritàriament noves o reelaborades per Lloyd Webber.

### Produccions
By Jeeves va tornar a obrir l'1 de maig de 1996 al Stephen Joseph Theatre-in-the-round in Scarborough, North Yorkshire, un complex marítim anglès. La reacció del públic va ser en general entusiasta, per la qual cosa el 2 de juliol de 1996 es va traslladar a Londres durant una temporada de dotze setmanes al bastant íntim Duke of York's Theatre. L'espectacle va resultar ser més popular del que es pensava, i la durada es va ampliar fins al febrer de 1997, i es va traslladar al The Lyric Theatre a Shaftesbury Avenue.
Steven Pacey interpretar a Bertie Wooster i Malcolm Sinclair va interpretar el seu majordom Jeeves. La directora musical va ser Kate Young. La gravació del repartiment de 1996 té un format inusual, fent un recorregut entre totes les cançons on Bertie i Jeeves resumeixen amb humor la trama. Pacey va ser nominada al premi Olivier al millor actor en un musical i By Jeeves també va rebre nominacions per a destacada nova producció i millor dissenya de vestuari.Una versió de ràdio, interpretada pel repartiment original de Londres, va ser emesa el 14 de desembre de 1996 a la ràdio BBC 2.
L'espectacle es va estrenar als Estats Units el 12 de novembre de 1996, a la Goodspeed Opera House de Connecticut. L'actor nord-americà John Scherer va fer el paper de Bertie i Richard Kline va interpretar Jeeves. Edward Keith Baker va interpretar Jeeves amb Scherer com Bertie Wooster en la producció de Geffen Playhouse de 1997.
Una posada en escena pre-Broadway de el musical va ser presentada al Pittsburgh Public Theater's O'Reilly Theater al febrer de 2001. Va córrer fins al 4 de març de 2001. John Scherer interpretava Bertie Wooster i l'actor britànic Martin Jarvis a Jeeves.
By Jeeves va tenir un breu rodatge a Broadway al Helen Hayes Theater, del 28 d'octubre de 2001 (amb prèvies des del 16 d'octubre) al 30 de desembre de 2001, amb a 73 representacions. Dirigida per Ayckbourn, el repartiment va comptar amb Scherer (Bertie), James Kall (Gussie) i Martin Jarvis (Jeeves) (que va rebre el premi Theatre World).
A la producció del musical del 2011 al Landor Theatre de Clapham, Londres, Kevin Trainor va interpretar Bertie Wooster, amb Paul M. Meston com a Jeeves.
El musical es va produir el 2017 al Old Laundry Theatre, Bowness-on-Windermere (Regne Unit), amb Alan Ayckbourn com a director. Nadim Naaman va retratar a Bertie Wooster i Bill Champion va retratar a Jeeves.

### Sinopsi

#### Primer Acte
Bertie Wooster, un amigable gentleman que sovint es troba involucrat en diverses desventures de les quals és salvat pel seu intel·ligent majordom Jeeves, realitzarà un concert de banjo benèfic en una església. Un vicari simpàtic, el reverend Harold "Stinker" Pinker, presenta el seu amic Bertie al públic de l'església (el públic real). Stinker també presenta els voluntaris que s'estan ajudant en el concert benèfic i el director d'escena de l'espectacle, Jeeves. A Bertie se li dona un instrument i comença a tocar, però s'atura quan s'adona que sosté una paella ("A False Start").. Jeeves informa que el banjo va ser robat (tot i que està implicit que Jeeves està al darrere, car no vol que Bertie toqui el banjo). Jeeves suggereix que Bertie expliqui una de les seves aventures mentre esperen un banjo de substitució. Els voluntaris realitzen els papers dels altres personatges de la història.
Jeeves dirigeix la història improvisada per començar. A la història, Bertie s'enfronta al magistrat Sir Watkyn Bassett al jutjat després de prendre el casc d'un policia com a broma infantil. Bertie utilitza un suposat nom, Gussie Fink-Nottle (Bertie té dubtes d'explicar una història improvisada, però decideix continuar així el públic no es decebrà ("Wooster Will Entertain You"). Jeeves continua gestionant la producció i recorda a Bertie els esdeveniments de la història.) El veritable Gussie Fink-Nottle, un dels amics de Bertie, arriba al pis de Bertie. Gussie declara que estima la seva amiga Madeline Bassett, filla de Sir Watkyn Bassett. Bertie demana disculpes per haver utilitzat el nom de Gussie, però ara Gussie no pot utilitzar el seu propi nom amb Sir Watkyn, per la qual cosa ha d'assumir el nom de Bertie. Madeline ajuda a elaborar aquest pla i convida Gussie a la casa de camp de Sir Watkyn, Totleigh Towers. Sir Watkyn i Gussie (anomenant-se Bertie) van a Totleigh. Bertie està commocionat amb un anunci a The Times que deia que estava compromès amb Stephanie "Stiffy" Byng, la pupil·la de Sir Watkyn. Bertie és amic de Stiffy, però no té la intenció de casar-se amb ella. Seguint els consells de Jeeves, Bertie planeja anar a Totleigh amb el nom de Gussie de nou per enfrontar-se a Stiffy.
Mentre condueix a Totleigh, Bertie es manté optimista i també veu al seu amic Bingo Little, que estima la formidable Honoria Glossop ("Travel Hopefully"). També apareix Honòria. Ella i Bertie van estar una vegada compromesos, i encara té sentiments per Bertie, tot i que Bertie és massa educada per dir-li que està contenta que el compromís acabés ("That Was Nearly Us"). Bingo ho escolta i es molesta amb Bertie. Bertie es presenta a si mateix, utilitzant accidentalment el seu nom real, a l'empresari nord-americà Cyrus Budge III Jr., un hoste de Totleigh que vol fer la cort a Madeline. A Stiffy li encanta Stinker Pinker (interpretat per ell mateix), però necessiten l'aprovació de Sir Watkyn per casar-se. Stiffy va anunciar un compromís entre ella i Bertie, de manera que Bertie hauria de venir. Ella vol que Bertie l'ajudi a ella i a Stinker ("Love's Maze"). Perquè Bertie es quedi i ajudi,. Com que Cyrus coneix el nom de Bertie, Bertie s'assegura que Gussie utilitza el seu propi nom per saludar Cyrus, i tots es reintrodueixen a si mateixos ("The Hallo Song"). Cyrus s'adona que és el rival de Gussie per l'afecte de Madeline i intimida a Gussie. Madeline revela involuntàriament al seu pare que Bertie no és Gussie, de manera que Bertie fingeix que és Bingo Little al seu lloc. Honoria i Bingo arriben a la casa, i Bertie introdueix Bingo com a Gussie Fink-Nottle. Sir Watkyn i Cyrus es deixen confusos sobre qui és qui.

#### Segon Acte
Al començament del segon acte, Sir Watkyn està confós per la identitat dels seus convidats, Bertie es preocupa per Stiffy i Bingo i Gussie volen unir-se respectivament amb Honòria i Madeline. Bertie, Bingo i Gussie no saben què fer a continuació i demanen ajuda al Jeeves ("By Jeeves"). Jeeves els diu que encara no ha pensat en una manera d'ajudar-los. Gussie té por de Cyrus, que amenaça de pegar Gussie, i és tan tímid de totes maneres per confessar els seus sentiments a Madeline. Jeeves suggereix que Bertie li digui a Madeline que Gussie l'estima. Bertie intenta fer-ho dient-li a Madeline que algú l'estima, però s'entén malament i creu que Bertie confessa el seu amor per ella ("When Love Arrives"). Gussie i Cyrus estan ara molestos amb Bertie. A Bertie li molesta que els consells que Jeeves li ha donat no l'han mantingut fora de problemes, tot i que Jeeves diu que ha intentat tot el possible per ajudar-los ("What Have You Got To Say, Jeeves?"). Bertie diu a Jeeves que no hi ajudi més (excepte com a director d'escena).
Stiffy planteja un pla perquè Bertie fingeixi ser un furtador, de manera que Stinker pugui impressionar a Sir Watkyn parant-lo. Stiffy i Stinker canten sobre el seu amor entre ells ("Half A Moment"). Bertie, una mica mogut per la seva cançó, accepta de mala gana ajudar-los participant en el pla de Stiffy. Bertie es posa una màscara de porc (ja que no hi havia una màscara millor entre els accessoris disponibles) i utilitza una escala per entrar a Totleigh Towers. Acaba pujant a l'habitació equivocada i és perseguit per diversos personatges per la casa, ja que pensen que és realment un lladre emmascarat ("It's A Pig!"). Abans que Stinker pugui aparèixer a capturar Bertie, Cyrus intenta atrapar a Bertie, i Stinker colpeja accidentalment a Cyrus, que és breument deixat fora de combat. Tots persegueixen a Bertie per Totleigh Towers, Gussie es reuneix amb Madeline venint a ajudar-la, i Bingo amb Honoria. Així com Bertie està a punt de ser desemmascarat per Sir Watkyn, Bertie es disculpa a Jeeves per haver dubtat d'ell li demana ajuda. Jeeves commuta els llocs de Cyrus i Bertie. Bertie es salva i Cyrus és capturat com el lladre. Com que aparentment Stinker va ajudar a atrapar el lladre, obté l'aprovació de Sir Watkyn. Bertie, Bingo i Gussie intenten reintroduir-se a Sir Watkyn, tot i que encara es confon. Stinker escolta Cyrus i les feliços parelles se'n van. Jeeves també ha evitat més problemes en adquirir la còpia de The Times Sir Watkyn de abans que aquest pogués veure l'anunci de compromís.
La història de Totleigh Towers s'acaba. Arriba un nou banjo perquè Bertie toqui, tot i que s'ha silenciat (aparentment a propòsit, ja que Jeeves no vol que Bertie toqui el banjo). Jeeves convenç a Bertie que el banjo segueix sent audible per al públic, de manera que Bertie creu que finalment pot fer el concert tal com estava previst. Canta una cançó mentre toca el banjo silenciat, i els altres actors fan un cor de suport mentre porten vestits de The Wizard of Oz que tenien a mà ("Banjo Boy"). Finalment, el grup torna a interpretar diverses cançons ("Wizard Rainbow Banjo Mix").

### Papers i repartiment original
TA continuació es mostra una llista dels personatges del musical, amb els membres del repartiment que van actuar a la producció londinenc del 1996 i la gravació del repartiment original de By Jeeves original cast recording.
| - Bertie Wooster – Steven Pacey - Jeeves – Malcolm Sinclair - Honoria Glossop – Lucy Tregear - Bingo Little – Nicholas Haverson | - Gussie Fink-Nottle – Simon Day - Sir Watkyn Bassett – Robert Austin - Madeline Bassett – Diana Morrison - Stiffy Byng – Cathy Sara | - Harold "Stinker" Pinker – Richard Long - Cyrus Budge III Junior – Nicolas Collicos |

### Números musicals
Hi ha tretze cançons. A l'estrena nord-americana de 1996, la segona cançó "The Code Of The Woosters" es va substituir per "Wooster Will Entertain You", i la primera interpretació de "Banjo Boy" (que Bertie no acaba) va ser retitulada "A False Start".. Aquests canvis es van mantenir per a la producció de ràdio de la BBC de 1996 amb el repartiment original de Londres. La segona versió de la gravació de repartiment original de Londres, publicada el març de 1997, té "Wooster Will Entertain You" en lloc de "The Code Of The Woosters", que s'havia inclòs en la primera versió llançada el juliol de 1996.
| Acte 1 - "A False Start" – Bertie - "Wooster Will Entertain You" – Bertie - "Travel Hopefully" – Bertie, Jeeves, Bingo - "That Was Nearly Us" – Honoria, Bertie - "Love's Maze" – Stiffy, Bertie, Company - "The Hallo Song" – Bertie, Budge, Gussie | Acte 2 - "By Jeeves" – Bertie, Bingo, Gussie - "When Love Arrives" – Bertie, Madeline - "What Have You Got To Say, Jeeves?" – Bertie, Jeeves - "Half A Moment" – Harold, Stiffy - "It's A Pig!" – Honoria, Madeline, Bertie, Bassett, Gussie - "Banjo Boy" – Bertie, Company - "Wizard Rainbow Banjo Mix" – Company |

La tretzena cançó "Wizard Rainbow Banjo Mix" és una reprise de diverses cançons del musical. "The Hallo Song" és una melodia reelaborada, publicada el 1972 com "What a Line to Go Out" cantada per Yvonne Elliman. La melodia de "It's a Pig!" Va aparèixer amb diferents lletres com "Magdalena", una cançó pop que no va tenir èxit per a Tony Christie el 1977.
A la producció de Broadway 2001, la cançó "Wooster Will Entertain You" sembla haver estat substituïda per una cançó titulada "Never Fear" segons el programa del programa de Broadway, (la melodia de la qual prové de la cançó "You Won" t Care About Him Anymore "es va escoltar en un altre projecte de Lloyd Webber que només es va escenificar de forma limitada al festival del Sydmonton anomenat "The Likes of Us").

## Producció filmada
Una gravació cinematogràfica del musical By Jeeves, amb Martin Jarvis com Jeeves i John Scherer com Bertie Wooster, es va estrenar a l'octubre de 2001. Es va rodar en un estudi de Toronto després de la producció de Pittsburgh. Va emetre's a la televisió canadenca el març de 2001 i es va enregistrar per a llançament en vídeo pels mercats britànic i canadenc. La pel·lícula va ser coproduïda per la Canadian Broadcasting Company, Really Useful Films i Tapestry Pictures. Els directors van ser Alan Ayckbourn i Nick Morris.
El repartiment va tornar a repetir els seus papers per a la producció de Broadway del 2001, tret que el paper de Sir Watkyn Bassett seria interpretat Sam Tsoutsouvas a Broadway. F. Wade Russo va ser el director musical de la pel·lícula i també va ser el pianista, a qui els personatges de l'escenari anomenen com Oswald "Ozzie" Nutledge. La coreògrafa era Sheila Carter i l'editor era Nick Morris.
Durant la pandèmia per coronavirus de 2019-2020, Andrew Lloyd Webber va publicar-la en obert un cap de setmana al seu canal de You Tube.
Repartiment
| - Bertie Wooster – John Scherer - Jeeves – Martin Jarvis - Honoria Glossop – Donna Lynne Champlin - Bingo Little – Don Stephenson - Gussie Fink-Nottle – James Kall | - Sir Watkyn Bassett – Heath Lamberts - Madeline Bassett – Becky Watson - Stiffy Byng – Emily Loesser - Harold "Stinker" Pinker – Ian Knauer - Cyrus Budge III Junior – Steve Wilson |

## Premis i nominacions

### Revival de Londres 1996
| Any  | Premi                  | Categoria               | Nominat                | Resultat |
| ---- | ---------------------- | ----------------------- | ---------------------- | -------- |
| 1997 | Premi Laurence Olivier | Millor Revival Musical  | Millor Revival Musical | Nominat  |
| 1997 | Premi Laurence Olivier | Millor Actor de Musical | Steven Pacey           | Nominat  |
| 1997 | Premi Laurence Olivier | Disseny de vestuari     | Louise Belson          | Nominat  |